# Wir Kinder vom Bahnhof Zoo
Wir Kinder vom Bahnhof Zoo (em Portugal, Os Filhos da Droga; no Brasil, Eu, Christiane F., 13 Anos, Drogada, Prostituída...) é um livro alemão lançado em 1978. Escrito pelos jornalistas Kai Herrmann e Horst Rieck em colaboração com Christiane F., é um relato do envolvimento desta com drogas e prostituição durante a adolescência.

## Sinopse
A história baseia-se nos relatos da adolescente Christiane Vera Felscherinow, eternizada como "Christiane F." que, aos treze anos de idade, se tornou viciada em drogas.
Até os seis anos ela viveu numa pequena aldeia, onde o ambiente era humilde. Passado algum tempo, mudou-se com a família para Berlim. Porém, a mudança não foi benéfica: o pai de Christiane, após o fracasso em estabelecer uma agência matrimonial na cidade, começou a bater na sua mulher e nas duas filhas; a mãe de Christiane divorciou-se e levou as meninas. Entretanto, depois de um tempo, a irmã de Christiane preferiu viver com o pai e sua namorada.
Desestruturada, Christiane começou a andar com outros jovens, acabando por experimentar cigarros e álcool, passando pouco depois para drogas como haxixe e LSD. Conheceu Detlef, seu namorado, na discoteca que começou a frequentar chamada "Sound", e por lá também conheceu Axel, Atze, Bernd, Stella e Babsi. Daí em diante experimentou heroína em um show de David Bowie com um amigo que tinha dezesseis anos. Depressa ela e o namorado ficaram dependentes da heroína e meteram-se na prostituição, roubando e sendo presos. Ela conseguiu sobreviver tal como o Detlef, mas muitos dos seus amigos acabaram por morrer (Atze, Axel e Babsi). Eventualmente Christiane passa por um processo de desintoxicação, quando tenta retomar uma vida normal.